# Ягодино (Московская область)
Ягодино — деревня в Можайском районе Московской области в составе Порецкого сельского поселения. Численность постоянного населения по Всероссийской переписи 2010 года — 31 человек. До 2006 года Ягодино входило в состав Порецкого сельского округа.
Деревня расположена на северо-западе района, примерно в 40 км от Можайска, на правом берегу реки Иночь, высота центра над уровнем моря 206 м. Ближайшие населённые пункты — Заслонино на противоположном берегу реки, Поречье на юго-востоке и Межутино на юго-западе.